# Pied la Biche
Pour les articles homonymes, voir Biche.
Pied la Biche est un collectif transdisciplinaire actif depuis 2008. Il est situé à Paris, Lyon, Grenoble et Roanne. Architectes, urbanistes, vidéastes et programmeurs se réunissent pour des expériences ponctuelles qui mettent en jeu les rapports entre espace et comportement. Les projets se matérialisent sous la forme d'installations, d'évènements et de vidéos.

## Performances
Les membres de Pied la Biche ont notamment organisé, en 2009, le premier tournoi de football à trois côtés, pour la 10e Biennale d'art contemporain de Lyon, les matchs étant joués sur un "terrain de foot situationniste". La performance a été rééditée en septembre 2010 à Metz à l'occasion de la Nuit blanche, puis en 2011 à Brétigny-sur-Orge, la session suivante devant avoir lieu en 2012 au musée Guggenheim de Bilbao.
Le 23 janvier 2011, ils ont également permis à George Eddy de battre le record du monde du nombre de lancers francs dos au panier en une minute au sein de la performance Multiplex Performance au Centre Pompidou de Paris.
En 2011, Pied la Biche participe avec ZOOM et Oiseau Sans Tête à la création d'une série télévisée à la Villeneuve, un quartier de Grenoble,.

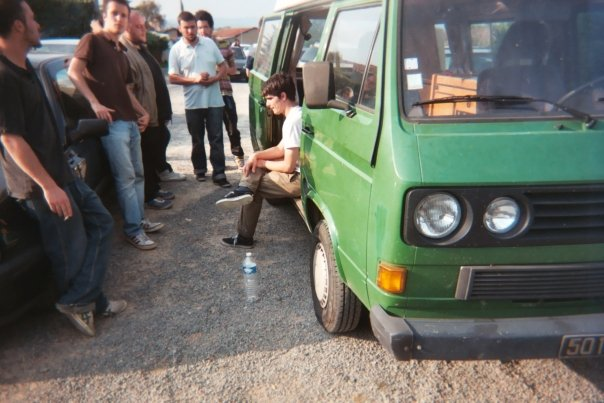
Des membres de Pied la Biche

## Travaux

### 2008
- Turbo 2088 , court métrage d'animation en pixilation :
  - diffusé à la Semana de Cine Experimental de Madrid[9].
  - diffusé à l'Étrange Festival de Lyon[10].
  - 2e Prix de la Compétition Internationale du Festival Pocket Films 2009[11].
  - diffusé à Dans la nuit, des images à Paris.
  - diffusé à MiniMob: romaparis à Rome.
  - diffusé au Festival de Quend du film grolandais.
  - diffusé au filMO de Gijón.
  - diffusé au Festival do Rio de Rio de Janeiro.
  - diffusé au San Francisco disposable film festival.
  - diffusé au Festival Cinémator de Carros.
  - prix du jury et prix du public au festival Micro-Métrages de Rennes.
- Freeworking Corporation [12], performance.

### 2009
- Refait , court-métrage dans le cadre des résidences "eNCours" du KompleXKapharnaüm [13],[14],[15],[16] :
  - diffusé à la Cinémathèque de Grenoble.
  - diffusé à l'exposition DesMontagnes de la Galerie 10m2 Sarajevo.
  - diffusé par la fondation de l'Athletic Bilbao.
  - diffusé à l'exposition Kick Off du Nikolaj Art Center de Copenhague.
  - diffusé lors de l'exposition Figures de l'imposture de la Sorbonne Nouvelle de Paris.
  - diffusé à Mal Seh'n Kino de Frankfurt.
  - diffusé au festival Hors Pistes 2011 du Centre Pompidou de Paris.
  - diffusé à l'exposition Matchpoint de Melbourne.
- Premier Tournoi de Football à Trois Côtés, performance au sein de la Xe Biennale de Lyon[1],[2],[3].
- Jean Booty, série de mixtapes et travaux graphiques associés[17].
- Mi-Temps 69 , documentaire sur un match de football amateur opposant Chessy-les-Mines à Saint-Romain-de-Popey.
- Les Étourneaux de Bagnols-sur-Cèze , documentaire sur les invasions annuelles d'étourneaux à Bagnols-sur-Cèze.

### 2010
- Général Moiteur , installation et travaux graphiques associés[18].
- Sans titre (rer) , documentaire expérimental dans le cadre d'une résidence Smart City à la Cité Universitaire de Paris.
- Grenoble-Lyon, marche depuis Grenoble jusqu'à Lyon.
- Radio Trentemoult, performance radiophonique au sein du festival d'expérimentation sonore Archipelagos.
- Hexagone Vert, performance.
- Deuxième Tournoi de Football à Trois Côtés, performance au sein de la Nuit Blanche de Metz.

### 2011
- Multiplex Performance, installation et performance au sein du festival Hors Pistes au Centre Pompidou de Paris[6],[19].

## Composition
L'effectif de Pied la Biche est fluctuant selon les projets, mais la plupart de ses membres sont issus de :
- Zoom Architecture, groupe d'architectes grenoblois.
- Grrrnd Zero, salle de concert DIY lyonnaise.
- Infraksound et OVN Productions, groupes de vidéastes lyonnais.